# Lymnas ubia
Lymnas ubia är en fjärilsart som beskrevs av Felder 1865. Lymnas ubia ingår i släktet Lymnas och familjen Riodinidae. Inga underarter finns listade i Catalogue of Life.